# The Other Woman (película de 2014)
The Other Woman (en español: "La otra mujer"; estrenada como Mujeres al Ataque en Latinoamérica y No hay dos sin tres en España) es una comedia romántica estadounidense de 2014 dirigida por Nick Cassavetes y escrita por Melissa Stack. La película está protagonizada por Cameron Diaz, Leslie Mann, Kate Upton, Nikolaj Coster-Waldau, Nicki Minaj, Taylor Kinney y Don Johnson. La película sigue a tres mujeres —Carly (Díaz), Kate (Mann) y Amber (Upton)— las cuales se encuentran involucradas sentimentalmente con el mismo hombre, Mark (Coster-Waldau). Después de que se conozcan entre ellas, el trío decide emprender una venganza en contra de Mark y ellas los deciden el divorcio.

## Argumento
Carly acaba de iniciar una relación con Mark, un hombre al que conoció ocho semanas antes. Ella se siente mal cuando Mark, de repente, le dice que tiene que salir de la ciudad. Decide ir a su casa con la intención de seducirlo; allí conoce a Kate, que se presenta como la esposa de Mark. A pesar de los problemas, las dos mujeres se hacen muy amigas.
Kate descubre que Mark se sigue viendo con otra, cree que se trata de Carly, pero ambas finalmente descubren que Mark se ve con una tercera mujer, una joven llamada Amber.
Carly y Kate viajan a la playa, donde está Amber con Mark y las dos mujeres cuando Mark se marcha al gimnasio le informan que Mark ha estado engañándolas a todas. Las tres mujeres, entonces, deciden vengarse haciendo cosas tales como condimentar los batidos de Mark con estrógenos provocando que le crezcan los pechos o echarle a sus bebidas laxante, así como poner crema depilatoria en su champú. A través de sus travesuras, descubren que Mark ha estado robando dinero de varias empresas en su lugar de trabajo. Carly empieza una relación con el hermano de Kate, además Amber le confiesa a Carly que ella está empezando una relación también. Sin embargo, Kate se vuelve a enamorar de Mark, y descubre que Carly le ha pedido a Mark una cita por lo que durante un tiempo su amistad se rompe.
Más tarde, Mark va a las Bahamas en un supuesto viaje de negocios, Kate decide seguirlo y destruir su engaño. Se encuentra a Carly y Amber en el aeropuerto, y le explican lo que ha estado haciendo, usando a Kate como el propietario de las empresas estafadas, lo cual podría causar que Kate vaya a la cárcel si el fraude es descubierto. Cuando llegan al lugar en el que está Mark descubren que tiene otra mujer y que había estado viéndola. 
Cuando Mark regresa de vacaciones, va a visitar a Carly a su oficina. Se sorprende al encontrar a las tres mujeres juntas que luego le enfrentan con todas sus infidelidades y los robos que han descubierto. Con Carly como su abogada, Kate pide el divorcio. Kate revela que ella ha devuelto el dinero robado a las empresas, lo que ayuda a que Mark no vaya a la cárcel, pero lo deja en bancarrota. El socio de negocios de Mark, Nick descubre toda la falsificación que había realizado y despide a Mark, y ofrece a Kate la oportunidad de hacerse cargo del trabajo de su exmarido como recompensa de su honestidad, mientras Mark se marcha, descubre que su auto está siendo llevado por una grúa por estacionarse mal y luego viene el padre de Carly a darle una golpiza por lo que le ha hecho y le dice “la próxima llama a un plomero”. La película termina con el matrimonio de Carly y el hermano de Kate y la espera de un hijo, Amber casándose con el padre de Carly, aunque Carly se niega a llamar "Mama" a Amber, y Kate trabajando con los exsocios de negocios de Mark y la compañía obteniendo grandes ganancias bajo su liderazgo.

## Personajes
- Cameron Diaz como Carly Whitten.
- Leslie Mann como Kate King.
- Kate Upton como Amber.
- Nicki Minaj como Lydia.
- Nikolaj Coster-Waldau como Mark King.
- Taylor Kinney como Phil.
- Don Johnson como Frank.
- Olivia Culpo como Raven-Haired Beauty.
- Madison McKinley como Waitress.[2]

## Tráiler
En diciembre de 2013, el primer tráiler fue lanzado con la canción Timber, de Pitbull con Kesha.

## Recepción
The Other Woman recibió reseñas generalmente negativas. En Rotten Tomates la película tiene una clasificación de 24% con base en 149 reseñas con un promedio de 4.2/10. El consenso crítico del sitio dice: "The Other Woman definitivamente muestra un pedigree talentoso, pero toda esa habilidad nunca es demostrada en una historia que se instala para las risas baratas en lugar de llegar a su potencial empoderador."